# Takashi Iizuka
Takayuki Iizuka (飯塚 孝之 Iizuka Takayuki?) (2 de agosto de 1966) es un luchador profesional retirado japonés, más conocido por su nombre artístico Takashi Iizuka. Actualmente trabaja en New Japan Pro-Wrestling.

## En lucha
- Movimientos finales
  - Blizzard Suplex[1] (Bridging exploder suplex)
  - Sleeper hold[1][2]

- Movimientos de firma
  - Ankle lock[1]
  - Bridging German suplex
  - Cross armbar[1]
  - Crossface chickenwing[2]
  - Dragon screw[1]
  - Elbow smash[2]
  - Throat thrust[2]
  - Samoan drop
  - Standing powerbomb[2]

- Apodos
  - "Crazy Bozu"[1]
  - "Mr. Sleeper Hold"[1]

## Campeonatos y logros
- New Japan Pro-Wrestling
  - IWGP Tag Team Championship (3 veces) - con Riki Chōshū (1), Kazuo Yamazaki (1) y Toru Yano (1)
  - G1 Tag League (2000) - con Yuji Nagata
  - Premio técnico (2000)[3]

- Pro Wrestling NOAH
  - GHC Tag Team Championship (1 vez) - con Toru Yano

- Pro Wrestling Illustrated
  - Situado en el Nº111 en los PWI 500 de 1996

- Tokyo Sports
  - Lucha en parejas del año (2011) con Toru Yano contra Keiji Muto & Kenta Kobashi el 27 de agosto[4]
  - Premio técnico (2000)

## Récord en grappling
| Resultado | Récord | Oponente      | Método             | Evento                      | Fecha                | Ronda | Tiempo | Localización | Notas |
| --------- | ------ | ------------- | ------------------ | --------------------------- | -------------------- | ----- | ------ | ------------ | ----- |
| Derrota   | 0-1    | Minoru Suzuki | Decisión (unánime) | Pancrase - 10th Anniversary | 31 de agosto de 2003 | 2     | 5:00   | Tokio, Japón |       |